# Séries éliminatoires de la Coupe Stanley 1977
Année précédente Année suivante
Les séries éliminatoires de la Coupe Stanley 1977 font suite à la saison 1976-1977 de la Ligue nationale de hockey. Les Canadiens de Montréal battent les Bruins de Boston par 4 victoires à 0 et remportent ainsi leur deuxième Coupe Stanley consécutive.

## Tableau récapitulatif
|  | Tour préliminaire | Tour préliminaire        | Tour préliminaire | Tour préliminaire      |   |                       | Quarts de finale | Quarts de finale | Quarts de finale | Quarts de finale |  |  | Demi-finales | Demi-finales | Demi-finales | Demi-finales |  |  | Finale | Finale | Finale | Finale |
|  |                   |                          |                   |                        |   |                       |                  |                  |                  |                  |  |  |              |              |              |              |  |  |        |        |        |        |
|  |                   |                          |                   |                        |   |                       |                  |                  |                  |                  |  |  |              |              |              |              |  |  |        |        |        |        |
|  |                   |                          |                   |                        |   |                       |                  |                  |                  |                  |  |  |              |              |              |              |  |  |        |        |        |        |
|  |                   |                          |                   |                        |   |                       |                  |                  |                  |                  |  |  |              |              |              |              |  |  |        |        |        |        |
|  |                   |                          |                   |                        |   |                       |                  |                  |                  |                  |  |  |              |              |              |              |  |  |        |        |        |        |
|  | 1                 | Canadiens de Montréal    | 4                 | 4                      |   |                       |                  |                  |                  |                  |  |  |              |              |              |              |  |  |        |        |        |        |
|  | 1                 | Canadiens de Montréal    | 4                 | 4                      |   |                       |                  |                  |                  |                  |  |  |              |              |              |              |  |  |        |        |        |        |
|  |                   |                          | 10                | Blues de Saint-Louis   | 0 | 0                     |                  |                  |                  |                  |  |  |              |              |              |              |  |  |        |        |        |        |
|  | 4                 | Islanders de New York    | 10                | Blues de Saint-Louis   | 0 | 0                     | 2                | 2                |                  |                  |  |  |              |              |              |              |  |  |        |        |        |        |
|  | 4                 | Islanders de New York    |                   |                        |   |                       |                  | 2                |                  |                  |  |  |              |              |              |              |  |  |        |        |        |        |
|  | 12                | Black Hawks de Chicago   | 0                 | 0                      |   |                       |                  |                  |                  |                  |  |  |              |              |              |              |  |  |        |        |        |        |
|  | 12                | Black Hawks de Chicago   | 0                 | 0                      | 1 | Canadiens de Montréal | 4                | 4                |                  |                  |  |  |              |              |              |              |  |  |        |        |        |        |
|  |                   |                          |                   |                        | 1 | Canadiens de Montréal | 4                | 4                |                  |                  |  |  |              |              |              |              |  |  |        |        |        |        |
|  |                   |                          | 5                 | Islanders de New York  | 2 | 2                     |                  |                  |                  |                  |  |  |              |              |              |              |  |  |        |        |        |        |
|  |                   |                          |                   |                        | 2 | 2                     |                  |                  |                  |                  |  |  |              |              |              |              |  |  |        |        |        |        |
|  |                   |                          |                   |                        |   |                       |                  |                  |                  |                  |  |  |              |              |              |              |  |  |        |        |        |        |
|  |                   |                          |                   |                        |   |                       |                  |                  |                  |                  |  |  |              |              |              |              |  |  |        |        |        |        |
|  | 2                 | Flyers de Philadelphie   | 4                 | 4                      |   |                       |                  |                  |                  |                  |  |  |              |              |              |              |  |  |        |        |        |        |
|  | 2                 | Flyers de Philadelphie   | 4                 | 4                      |   |                       |                  |                  |                  |                  |  |  |              |              |              |              |  |  |        |        |        |        |
|  |                   |                          | 6                 | Maple Leafs de Toronto | 2 | 2                     |                  |                  |                  |                  |  |  |              |              |              |              |  |  |        |        |        |        |
|  | 5                 | Sabres de Buffalo        | 6                 | Maple Leafs de Toronto | 2 | 2                     | 2                | 2                |                  |                  |  |  |              |              |              |              |  |  |        |        |        |        |
|  | 5                 | Sabres de Buffalo        |                   |                        |   |                       |                  | 2                |                  |                  |  |  |              |              |              |              |  |  |        |        |        |        |
|  | 11                | North Stars du Minnesota | 0                 | 0                      |   |                       |                  |                  |                  |                  |  |  |              |              |              |              |  |  |        |        |        |        |
|  | 11                | North Stars du Minnesota | 0                 | 0                      | 1 | Canadiens de Montréal | 4                | 4                |                  |                  |  |  |              |              |              |              |  |  |        |        |        |        |
|  |                   |                          |                   |                        | 1 | Canadiens de Montréal | 4                | 4                |                  |                  |  |  |              |              |              |              |  |  |        |        |        |        |
|  |                   |                          | 3                 | Bruins de Boston       | 0 | 0                     |                  |                  |                  |                  |  |  |              |              |              |              |  |  |        |        |        |        |
|  | 6                 | Kings de Los Angeles     | 3                 | Bruins de Boston       | 0 | 0                     | 2                | 2                |                  |                  |  |  |              |              |              |              |  |  |        |        |        |        |
|  | 6                 | Kings de Los Angeles     |                   |                        |   |                       |                  | 2                |                  |                  |  |  |              |              |              |              |  |  |        |        |        |        |
|  | 9                 | Flames d'Atlanta         | 1                 | 1                      |   |                       |                  |                  |                  |                  |  |  |              |              |              |              |  |  |        |        |        |        |
|  | 9                 | Flames d'Atlanta         | 1                 | 1                      | 3 | Bruins de Boston      | 4                | 4                |                  |                  |  |  |              |              |              |              |  |  |        |        |        |        |
|  |                   |                          |                   |                        | 3 | Bruins de Boston      | 4                | 4                |                  |                  |  |  |              |              |              |              |  |  |        |        |        |        |
|  |                   |                          | 8                 | Kings de Los Angeles   | 2 | 2                     |                  |                  |                  |                  |  |  |              |              |              |              |  |  |        |        |        |        |
|  |                   |                          |                   |                        | 2 | 2                     |                  |                  |                  |                  |  |  |              |              |              |              |  |  |        |        |        |        |
|  |                   |                          |                   |                        |   |                       |                  |                  |                  |                  |  |  |              |              |              |              |  |  |        |        |        |        |
|  |                   |                          |                   |                        |   |                       |                  |                  |                  |                  |  |  |              |              |              |              |  |  |        |        |        |        |
|  | 2                 | Flyers de Philadelphie   | 0                 | 0                      |   |                       |                  |                  |                  |                  |  |  |              |              |              |              |  |  |        |        |        |        |
|  | 2                 | Flyers de Philadelphie   | 0                 | 0                      |   |                       |                  |                  |                  |                  |  |  |              |              |              |              |  |  |        |        |        |        |
|  |                   |                          | 3                 | Bruins de Boston       | 4 | 4                     |                  |                  |                  |                  |  |  |              |              |              |              |  |  |        |        |        |        |
|  | 7                 | Penguins de Pittsburgh   | 3                 | Bruins de Boston       | 4 | 4                     | 1                | 1                |                  |                  |  |  |              |              |              |              |  |  |        |        |        |        |
|  | 7                 | Penguins de Pittsburgh   |                   |                        |   |                       |                  | 1                |                  |                  |  |  |              |              |              |              |  |  |        |        |        |        |
|  | 8                 | Maple Leafs de Toronto   | 2                 | 2                      |   |                       |                  |                  |                  |                  |  |  |              |              |              |              |  |  |        |        |        |        |
|  | 8                 | Maple Leafs de Toronto   | 2                 | 2                      | 4 | Islanders de New York | 4                | 4                |                  |                  |  |  |              |              |              |              |  |  |        |        |        |        |
|  |                   |                          |                   |                        | 4 | Islanders de New York | 4                | 4                |                  |                  |  |  |              |              |              |              |  |  |        |        |        |        |
|  |                   |                          | 5                 | Sabres de Buffalo      | 0 | 0                     |                  |                  |                  |                  |  |  |              |              |              |              |  |  |        |        |        |        |
|  |                   |                          |                   |                        | 0 | 0                     |                  |                  |                  |                  |  |  |              |              |              |              |  |  |        |        |        |        |
|  |                   |                          |                   |                        |   |                       |                  |                  |                  |                  |  |  |              |              |              |              |  |  |        |        |        |        |
|  |                   |                          |                   |                        |   |                       |                  |                  |                  |                  |  |  |              |              |              |              |  |  |        |        |        |        |
|  |                   |                          |                   |                        |   |                       |                  |                  |                  |                  |  |  |              |              |              |              |  |  |        |        |        |        |
|  |                   |                          |                   |                        |   |                       |                  |                  |                  |                  |  |  |              |              |              |              |  |  |        |        |        |        |

## Résultats détaillés

### Tour préliminaire

#### Islanders de New York contre Chicago
| 5 avril | Islanders de New York | 5-2 (0-1, 1-1, 4-0) | Black Hawks de Chicago | Nassau Veterans Memorial Coliseum 15 317 spectateurs |

| Feuille de match | Feuille de match | Feuille de match            | Feuille de match                                                                                | Feuille de match |
| ---------------- | --- | --------------------------- | ----------------------------------------------------------------------------------------------- | ---------------- |
|                  | - Parisé — 22 min 31 s - D. Potvin (Harris, Gillies) — 43 min 18 s (SN) MacMillan (Howatt, St. Laurent) — 44 min 53 s Bourne (Nystrom, Parisé) — 51 min 56 s Parisé (Drouin, Hart) — 59 min 22 s (CV) | 0-1 1-1 1-2 2-2 3-2 4-2 5-2 | Mulvey (Boldirev, Russell) — 15 min 22 s (SN) - Bowman (Redmond, Tallon) — 28 min 24 s (SN) - - |                  |
| Smith            | Gardiens | Esposito                    |                                                                                                 |                  |
| 37 min           | Pénalités |                             |                                                                                                 |                  |
| 16               | Tirs |                             |                                                                                                 |                  |

| 7 avril | Islanders de New York | 2-1 (1-1, 1-0, 0-0) | Black Hawks de Chicago | Nassau Veterans Memorial Coliseum 15 317 spectateurs |

| Feuille de match | Feuille de match                                                          | Feuille de match | Feuille de match                             | Feuille de match |
| ---------------- | ------------------------------------------------------------------------- | ---------------- | -------------------------------------------- | ---------------- |
|                  | - Drouin (Salvian, Westfall) — 13 min 56 s Gillies (Harris) — 34 min 18 s | 0-1 1-1 2-1      | Hull (Murray, Mikita) — 11 min 12 s (SN) - - |                  |
| Smith            | Gardiens                                                                  | Esposito         |                                              |                  |
| 19 min           | Pénalités                                                                 |                  |                                              |                  |
| 35               | Tirs                                                                      |                  |                                              |                  |

#### Buffalo contre Minnesota
| 5 avril | Sabres de Buffalo | 4-2 (1-1, 2-1, 1-0) | North Stars du Minnesota | The Aud 15 317 spectateurs |

| Feuille de match | Feuille de match | Feuille de match        | Feuille de match                                             | Feuille de match |
| ---------------- | --- | ----------------------- | ------------------------------------------------------------ | ---------------- |
|                  | - Robert (Hajt, Ramsay) — 2 min 55 s Lorentz (T. Martin, Perreault) — 22 min 47 s Korab — 24 min 35 s - Robert (Ramsay) — 59 min 55 s (CV) | 0-1 1-1 2-1 3-1 3-2 4-2 | Eriksson (Jensen, Pirus) — 2 min 8 s - Young — 27 min 36 s - |                  |
| Edwards          | Gardiens | Edwards                 |                                                              |                  |
|                  | |                         |                                                              |                  |
| 19               | Tirs | 35                      |                                                              |                  |

| 7 avril | North Stars du Minnesota | 1-7 (1-3, 0-2, 0-2) | Sabres de Buffalo | Met Center 15 503 spectateurs |

| Feuille de match | Feuille de match                         | Feuille de match                | Feuille de match | Feuille de match |
| ---------------- | ---------------------------------------- | ------------------------------- | --- | ---------------- |
|                  | - Hicks (Young, Engele) — 10 min 7 s - - | 0-1 1-1 1-2 1-3 1-4 1-5 1-6 1-7 | Lorentz (Perreault) — 4 min 33 s - R. Martin — 16 min 11 s Lorentz (Perreault, T. Martin) — 17 min 7 s McAdam (R. Martin, Guevremont) — 36 min 34 s Guevremont (Ramsay) — 37 min 55 s Guevremont (Savard) — 42 min 9 s (SN) Lorentz (Perreault) — 55 min 28 s |                  |
| Edwards          | Gardiens                                 | Edwards                         | |                  |
|                  |                                          |                                 | |                  |
| 19               | Tirs                                     | 35                              | |                  |

#### Atlanta contre Los Angeles
| 5 avril | Kings de Los Angeles | 5-2 (3-1, 1-1, 1-0) | Flames d'Atlanta | The Forum 14 078 spectateurs |

| Feuille de match | Feuille de match | Feuille de match            | Feuille de match                                                                    | Feuille de match |
| ---------------- | --- | --------------------------- | ----------------------------------------------------------------------------------- | ---------------- |
|                  | Goldup (Dionne) — 23 s - Murphy (Dionne) — 10 min 33 s (SN) Goring — 17 min 38 s (SN) - Kozak (Venasky) — 34 min 4 s Goldup (Dionne, Berry) — 57 min 57 s | 1-0 1-1 2-1 3-1 3-2 4-2 5-2 | - Chouinard (Vail, Lysiak) — 4 min 7 s (SN) - Plett (Lysiak, Vail) — 28 min 6 s - - |                  |
| Bouchard         | Gardiens | Vachon                      |                                                                                     |                  |
|                  | |                             |                                                                                     |                  |
| 25               | Tirs | 22                          |                                                                                     |                  |

| 7 avril | Flames d'Atlanta | 3-2 (2-1, 1-1, 0-0) | Kings de Los Angeles | The Omni |

| Feuille de match | Feuille de match | Feuille de match    | Feuille de match                                                                | Feuille de match |
| ---------------- | --- | ------------------- | ------------------------------------------------------------------------------- | ---------------- |
|                  | Chouinard (Simpson, Ecclestone) — 15 min 14 s - Bennett (Mulhern, Clement) — 16 min 52 s Vail (Lysiak, Kea) — 28 min 47 s - | 1-0 1-1 2-1 3-1 3-2 | - Dionne (Goldup, Berry) — 15 min 30 s - Kozak (Venasky, Murdoch) — 35 min 13 s |                  |
| Myre             | Gardiens | Vachon              |                                                                                 |                  |
|                  | |                     |                                                                                 |                  |
| 34               | Tirs | 24                  |                                                                                 |                  |

| 9 avril | Kings de Los Angeles | 4-2 (2-1, 1-0, 1-1) | Flames d'Atlanta | The Forum 16 005 spectateurs |

| Feuille de match | Feuille de match | Feuille de match        | Feuille de match                                                                  | Feuille de match |
| ---------------- | --- | ----------------------- | --------------------------------------------------------------------------------- | ---------------- |
|                  | Goring (Murphy, Komadoski) — 3 min 37 s Dionne (Berry, Murdoch) — 5 min 52 s - Goring (Murphy) — 23 min 8 s - Goring — 59 min 59 s (CV) | 1-0 2-0 2-1 3-1 3-2 4-2 | - Clement (Ecclestone) — 14 min 48 s - Lysiak (Vail, Mulhern) — 45 min 5 s (SN) - |                  |
| Venasky          | Gardiens | Myre                    |                                                                                   |                  |
|                  | |                         |                                                                                   |                  |
| 23               | Tirs | 27                      |                                                                                   |                  |

#### Toronto contre Pittsburgh
| 5 avril | Penguins de Pittsburgh | 2-4 (1-0, 0-2, 1-2) | Maple Leafs de Toronto | Civic Arena 10 033 spectateurs |

| Feuille de match | Feuille de match                                                                        | Feuille de match        | Feuille de match | Feuille de match |
| ---------------- | --------------------------------------------------------------------------------------- | ----------------------- | --- | ---------------- |
|                  | Kelly (Larouche, Kehoe) — 13 min 25 s - Faubert (Pronovost, Stackhouse) — 51 min 26 s - | 1-0 1-1 1-2 1-3 2-3 2-4 | - Ashby (Neely) — 24 min 12 s McDonald (Sittler, Turnbull) — 34 min 11 s Williams (Sittler, Carlyle) — 50 min 32 s - Sittler (Williams, Turnbull) — 59 min 52 s (CV) |                  |
| Herron           | Gardiens                                                                                | Thomas                  | |                  |
|                  |                                                                                         |                         | |                  |
| 31               | Tirs                                                                                    | 33                      | |                  |

| 7 avril | Maple Leafs de Toronto | 4-6 (0-3, 2-1, 2-2) | Penguins de Pittsburgh | Maple Leaf Gardens 16 485 spectateurs |

| Feuille de match | Feuille de match | Feuille de match                        | Feuille de match | Feuille de match |
| ---------------- | --- | --------------------------------------- | --- | ---------------- |
|                  | - Sittler (Weir, Salming) — 26 min 10 s (SN) - Weir (Neely, Boutette) — 32 min 38 s Turnbull (Sittler, McDonald) — 43 min 37 s (SN) Salming (McKenny) — 47 min 52 s - - | 0-1 0-2 0-3 1-3 1-4 2-4 3-4 4-4 4-5 4-6 | Pronovost (Larouche, Awrey) — 1 min 1 s Stackhouse — 6 min 37 s Apps (Burrows, MacDonald) — 12 min 30 s (SN) - MacDonald (Schock, Anderson) — 27 min 38 s - Malone (Chapman, Bianchin) — 43 min 57 s Stackhouse (Larouche) — 59 min 23 s (CV) |                  |
| Thomas           | Gardiens | Herron                                  | |                  |
|                  | |                                         | |                  |
| 41               | Tirs | 34                                      | |                  |

| 9 avril | Penguins de Pittsburgh | 2-5 (1-2, 1-2, 0-1) | Maple Leafs de Toronto | Civic Arena 15 934 spectateurs |

| Feuille de match | Feuille de match                                                                                    | Feuille de match            | Feuille de match | Feuille de match |
| ---------------- | --------------------------------------------------------------------------------------------------- | --------------------------- | --- | ---------------- |
|                  | - Pronovost (Kehoe, Burrows) — 19 min 40 s (SN) - Chapman (Burrows, Stackhouse) — 38 min 6 s (SN) - | 0-1 0-2 1-2 1-3 1-4 2-4 2-5 | Salming (McDonald, Pelyk) — 8 min 34 s (SN) Turnbull (McDonald, Sittler) — 14 min 14 s (SN) - McDonald (Sittler, Williams) — 28 min 46 s McDonald (Turnbull, Sittler) — 34 min 17 s - McDonald (Sittler, Williams) — 59 min 44 s (CV) |                  |
| Herron           | Gardiens                                                                                            | Palmateer                   | |                  |
|                  | |                             | |                  |
| 41               | Tirs                                                                                                | 41                          | |                  |

### Quarts de finale

#### Montréal contre Saint-Louis
| 11 avril | Canadiens de Montréal | 7-2 (4-1, 2-0, 1-1) | Blues de Saint-Louis | Forum de Montréal 15 643 spectateurs |

| Feuille de match | Feuille de match | Feuille de match                    | Feuille de match                                                               | Feuille de match |
| ---------------- | --- | ----------------------------------- | ------------------------------------------------------------------------------ | ---------------- |
|                  | Lafleur (Robinson, Savard) — 51 s Robinson (Wilson, Risebrough) — 7 min 54 s (SN) Lafleur (Lemaire, Shutt) — 16 min 30 s - Lemaire (Lafleur, Savard) — 19 min 35 s Lafleur (Lapointe) — 31 min 27 s Lapointe (Lafleur, Lemaire) — 34 min 33 s (SN) Nyrop (Lafleur, Lemaire) — 42 min 23 s - | 1-0 2-0 3-0 3-1 4-1 5-1 6-1 7-1 7-2 | - Federko (Lefley, Bourbonnais) — 18 min 38 s - Sutter (Federko) — 52 min 32 s |                  |
| Dryden           | Gardiens | Staniowski Johnston                 |                                                                                |                  |
|                  | |                                     |                                                                                |                  |
| 42               | Tirs | 20                                  |                                                                                |                  |

| 13 avril | Canadiens de Montréal | 3-0 (2-0, 1-0, 0-0) | Blues de Saint-Louis | Forum de Montréal 15 469 spectateurs |

| Feuille de match | Feuille de match | Feuille de match    | Feuille de match | Feuille de match |
| ---------------- | --- | ------------------- | ---------------- | ---------------- |
|                  | Shutt (Lafleur, Lemaire) — 6 min 15 s Gainey (Lapointe, Savard) — 13 min 19 s Lafleur (Mahovlich, Shutt) — 38 min 1 s | 1-0 2-0 3-0         | - -              |                  |
| Dryden           | Gardiens | Johnston Staniowski |                  |                  |
|                  | |                     |                  |                  |
| 41               | Tirs | 23                  |                  |                  |

| 16 avril | Blues de Saint-Louis | 1-5 (0-2, 0-0, 1-3) | Canadiens de Montréal | St. Louis Arena 15 775 spectateurs |

| Feuille de match | Feuille de match                          | Feuille de match        | Feuille de match | Feuille de match |
| ---------------- | ----------------------------------------- | ----------------------- | --- | ---------------- |
|                  | - Larose (MacMillan, Unger) — 56 min 50 s | 0-1 0-2 0-3 0-4 0-5 1-5 | Savard (Lafleur, Lemaire) — 2 min 57 s Savard (Robinson, Wilson) — 19 min 45 s Shutt (Lafleur) — 41 min 35 s Chartraw (Jarvis) — 48 min 46 s Lemaire (Robinson) — 53 min 10 s - |                  |
| Johnston         | Gardiens                                  | Dryden                  | |                  |
|                  |                                           |                         | |                  |
| 37               | Tirs                                      | 35                      | |                  |

| 17 avril | Blues de Saint-Louis | 1-4 (0-1, 1-0, 0-3) | Canadiens de Montréal | St. Louis Arena 13 763 spectateurs |

| Feuille de match | Feuille de match                    | Feuille de match    | Feuille de match | Feuille de match |
| ---------------- | ----------------------------------- | ------------------- | --- | ---------------- |
|                  | - Patey (Gassoff) — 22 min 46 s - - | 0-1 1-1 1-2 1-3 1-4 | Shutt (Mahovlich, Robinson) — 18 min 21 s (SN) - Lafleur (Shutt) — 42 min 34 s Mahovlich (Lafleur, Shutt) — 54 min 49 s Gainey (Jarvis, Savard) — 59 min 55 s (IN + CV) |                  |
| Staniowski       | Gardiens                            | Dryden              | |                  |
|                  |                                     |                     | |                  |
| 25               | Tirs                                | 31                  | |                  |

#### Philadelphie contre Toronto
| 11 avril | Flyers de Philadelphie | 2-3 (0-3, 1-0, 1-0) | Maple Leafs de Toronto | The Spectrum 17 077 spectateurs |

| Feuille de match | Feuille de match                                                                           | Feuille de match    | Feuille de match | Feuille de match |
| ---------------- | ------------------------------------------------------------------------------------------ | ------------------- | --- | ---------------- |
|                  | - MacLeish (Barber, Leach) — 33 min 25 s (SN) Dailey (Barber, MacLeish) — 50 min 27 s (SN) | 0-1 0-2 0-3 1-3 2-3 | Sittler (McDonald, Turnbull) — 4 min 10 s (SN) Williams (Sittler, McDonald) — 7 min 11 s Thompson (Pelyk, Ferguson) — 8 min 52 s - - |                  |
| Parent           | Gardiens                                                                                   | Palmateer           | |                  |
|                  |                                                                                            |                     | |                  |
| 29               | Tirs                                                                                       | 24                  | |                  |

| 13 avril | Flyers de Philadelphie | 1-4 (0-2, 1-2, 0-0) | Maple Leafs de Toronto | The Spectrum 17 077 spectateurs |

| Feuille de match  | Feuille de match                 | Feuille de match    | Feuille de match | Feuille de match |
| ----------------- | -------------------------------- | ------------------- | --- | ---------------- |
|                   | - Barber (Dailey) — 26 min 7 s - | 0-1 0-2 0-3 1-3 1-4 | Neely (Ferguson, Boutette) — 6 min 55 s (SN) Weir — 11 min 15 s (SN) Williams (Sittler) — 20 min 37 s - Sittler — 35 min 8 s |                  |
| Parent Stephenson | Gardiens                         | Palmateer           | |                  |
|                   |                                  |                     | |                  |
| 28                | Tirs                             | 20                  | |                  |

| 15 avril | Maple Leafs de Toronto | 3-4 (pr) (2-0, 0-2, 1-0, 1-1) | Flyers de Philadelphie | Maple Leaf Gardens 16 485 spectateurs |

| Feuille de match | Feuille de match | Feuille de match            | Feuille de match | Feuille de match |
| ---------------- | --- | --------------------------- | --- | ---------------- |
|                  | Sittler (McDonald, Salming) — 3 min 48 s (SN) Turnbull (Sittler, Salming) — 18 min 27 s (SN) - Thompson (McKenny, Ferguson) — 55 min 51 s - - | 1-0 2-0 2-1 2-2 3-2 3-3 3-4 | - Lonsberry (Leach, Clarke) — 23 min 18 s Kindrachuk (Dailey, MacLeish) — 32 min 53 s (SN) - MacLeish — 59 min 22 s MacLeish (Dailey) — 62 min 55 s |                  |
| Palmateer        | Gardiens | Stephenson                  | |                  |
|                  | |                             | |                  |
| 28               | Tirs | 37                          | |                  |

| 17 avril | Maple Leafs de Toronto | 5-6 (pr) (0-1, 3-1, 2-0, 3-1) | Flyers de Philadelphie | Maple Leaf Gardens 16 485 spectateurs |

| Feuille de match | Feuille de match | Feuille de match                            | Feuille de match | Feuille de match |
| ---------------- | --- | ------------------------------------------- | --- | ---------------- |
|                  | - McDonald (Neely, Boutette) — 24 min 3 s Salming (McDonald, Sittler) — 26 min 16 s (SN) - McDonald (Turnbull, Salming) — 38 min 45 s (SN) McDonald (Williams, Sittler) — 46 min 24 s McDonald (Sittler, Boutette) — 52 min 44 s (SN) - - | 0-1 1-1 2-1 2-2 3-2 4-2 5-2 5-3 5-4 5-5 5-6 | Clarke (MacLeish, Leach) — 13 min 28 s (SN) - Leach (Bladon) — 31 min 21 s - Bridgman (Dailey, Leach) — 54 min 11 s Bladon (Holmgren, Barber) — 58 min 11 s Clarke (Bladon) — 58 min 27 s Leach (MacLeish) — 79 min 10 s |                  |
| Palmateer        | Gardiens | Stephenson                                  | |                  |
|                  | |                                             | |                  |
| 42               | Tirs | 45                                          | |                  |

| 19 avril | Flyers de Philadelphie | 2-0 (1-0, 0-0, 1-0) | Maple Leafs de Toronto | The Spectrum 17 077 spectateurs |

| Feuille de match | Feuille de match                                                             | Feuille de match | Feuille de match | Feuille de match |
| ---------------- | ---------------------------------------------------------------------------- | ---------------- | ---------------- | ---------------- |
|                  | Leach (Kindrachuk, Dailey) — 14 min 12 s Leach (Clarke, Bladon) — 55 min 7 s | 1-0 2-0          | - -              |                  |
| Stephenson       | Gardiens                                                                     | Palmateer        |                  |                  |
|                  |                                                                              |                  |                  |                  |
| 39               | Tirs                                                                         | 21               |                  |                  |

| 21 avril | Maple Leafs de Toronto | 3-4 (1-0, 1-2, 1-2) | Flyers de Philadelphie | Maple Leaf Gardens 16 485 spectateurs |

| Feuille de match | Feuille de match | Feuille de match            | Feuille de match | Feuille de match |
| ---------------- | --- | --------------------------- | --- | ---------------- |
|                  | Turnbull (Salming, Sittler) — 11 min 43 s (SN) - McDonald (Sittler, Salming) — 27 min 17 s - McDonald (Sittler, Williams) — 45 min 6 s (SN) - - | 1-0 1-1 2-1 2-2 3-2 3-3 3-4 | - Clarke — 24 min 10 s - Dailey (Clarke) — 35 min 35 s - MacLeish (Dailey, Barber) — 47 min 37 s (SN) Watson (Dailey, Lonsberry) — 57 min 22 s |                  |
| Thomas           | Gardiens | Stephenson                  | |                  |
|                  | |                             | |                  |
| 24               | Tirs | 30                          | |                  |

#### Boston contre Los Angeles
| 11 avril | Bruins de Boston | 8-3 (5-0, 1-2, 2-1) | Kings de Los Angeles | Boston Garden 10 948 spectateurs |

| Feuille de match | Feuille de match | Feuille de match                            | Feuille de match | Feuille de match |
| ---------------- | --- | ------------------------------------------- | --- | ---------------- |
|                  | Schmautz (Ratelle, Marcotte) — 1 min 49 s Park (Sheppard, Jonathan) — 2 min 45 s Schmautz (Ratelle) — 4 min 30 s Sheppard (Marcotte) — 12 min 15 s Schmautz (Ratelle, Smith) — 19 min 24 s - O'Reilly (Wensink) — 31 min 30 s - Jonathan (Smith, O'Reilly) — 42 min 6 s - McNab (Hagman, Sheppard) — 55 min 52 s (SN) | 1-0 2-0 3-0 4-0 5-0 5-1 6-1 6-2 7-2 7-3 8-3 | - Kozak (Venasky, Schultz) — 29 min 54 s - Venasky (Dionne, Sargent) — 38 min 37 s (SN) - Hutchison (Goring, Wilson) — 50 min 24 s - |                  |
| Cheevers         | Gardiens | Vachon                                      | |                  |
|                  | |                                             | |                  |
| 32               | Tirs | 22                                          | |                  |

| 13 avril | Bruins de Boston | 6-2 (3-0, 2-0, 1-2) | Kings de Los Angeles | Boston Garden 12 078 spectateurs |

| Feuille de match | Feuille de match | Feuille de match                | Feuille de match                                                                             | Feuille de match |
| ---------------- | --- | ------------------------------- | -------------------------------------------------------------------------------------------- | ---------------- |
|                  | Jonathan (O'Reilly, Milbury) — 6 min 14 s O'Reilly (Smith) — 7 min 26 s Schmautz (Ratelle) — 9 min 53 s Ratelle — 37 min 6 s Schmautz (Sheppard, Park) — 37 min 59 s Sheppard — 43 min 9 s - - | 1-0 2-0 3-0 4-0 5-0 6-0 6-1 6-2 | - Williams (Sargent, Dionne) — 54 min 11 s (SN) Dionne (Williams, Goring) — 59 min 29 s (SN) |                  |
| Cheevers         | Gardiens | Vachon                          |                                                                                              |                  |
|                  | |                                 |                                                                                              |                  |
| 23               | Tirs | 17                              |                                                                                              |                  |

| 15 avril | Kings de Los Angeles | 6-7 (3-1, 2-2, 1-4) | Bruins de Boston | The Forum 16 005 spectateurs |

| Feuille de match | Feuille de match | Feuille de match                                    | Feuille de match | Feuille de match |
| ---------------- | --- | --------------------------------------------------- | --- | ---------------- |
|                  | Murphy (Goring) — 3 min 40 s - Murdoch (Hutchison) — 10 min 51 s (SN) Goring (Hutchison, Murphy) — 19 min 20 s - Sargent (Murphy) — 27 min Williams (Goring, Murphy) — 36 min 33 s - Dionne (Goldup) — 58 min 5 s - | 1-0 1-1 2-1 3-1 3-2 3-3 4-3 5-3 5-4 5-5 5-6 6-6 7-6 | - Schmautz (Park) — 5 min 49 s (SN) - O'Reilly (Smith, Jonathan) — 21 min 59 s Marcotte (Ratelle, Park) — 23 min 39 s - Schmautz (Ratelle, Marcotte) — 40 min 10 s Cashman (O'Reilly, Doak) — 51 min 27 s Marcotte (Ratelle) — 57 min 8 s - Jonathan (Smith) — 59 min 47 s |                  |
| Vachon           | Gardiens | Cheevers                                            | |                  |
|                  | |                                                     | |                  |
| 24               | Tirs | 29                                                  | |                  |

| 17 avril | Kings de Los Angeles | 7-4 (2-0, 2-1, 3-3) | Bruins de Boston | The Forum 16 005 spectateurs |

| Feuille de match | Feuille de match | Feuille de match                            | Feuille de match | Feuille de match |
| ---------------- | --- | ------------------------------------------- | --- | ---------------- |
|                  | Kozak — 6 s St. Marseille (Brown, Sargent) — 18 min 39 s - Goring (Murphy, Williams) — 35 min 56 s (SN) Sargent (Williams, Murphy) — 38 min 40 s (SN) - Dionne (Komadoski) — 50 min 8 s Murphy (Murdoch, Goring) — 53 min 52 s Carr (Sargent, Wilson) — 54 min 45 s - | 1-0 2-0 2-1 3-1 4-1 4-2 4-3 5-3 6-3 7-3 7-4 | - McNab (Sheppard, Cashman) — 21 min 30 s - Ratelle (Sheppard, Park) — 43 min 26 s Schmautz (Smith, Ratelle) — 45 min 51 s - Middleton (Cashman, Marcotte) — 55 min 8 s |                  |
| Vachon           | Gardiens | Cheevers (40 min) Gilbert (20 min)          | |                  |
|                  | |                                             | |                  |
| 22               | Tirs | 34                                          | |                  |

| 19 avril | Bruins de Boston | 1-3 (0-1, 1-0, 0-2) | Kings de Los Angeles | Boston Garden 11 393 spectateurs |

| Feuille de match | Feuille de match                         | Feuille de match | Feuille de match | Feuille de match |
| ---------------- | ---------------------------------------- | ---------------- | --- | ---------------- |
|                  | - Middleton (Sheppard) — 33 min 42 s - - | 0-1 1-1 1-2 1-3  | Schultz (Kozak, Dionne) — 16 min 22 s (SN) - Murdoch (Carr, Hutchison) — 41 min Murphy (Dionne, Hutchison) — 59 min 59 s (CV) |                  |
| Cheevers         | Gardiens                                 | Vachon           | |                  |
|                  |                                          |                  | |                  |
| 40               | Tirs                                     | 21               | |                  |

| 21 avril | Kings de Los Angeles | 3-4 (0-3, 0-0, 3-1) | Bruins de Boston | The Forum 16 005 spectateurs |

| Feuille de match | Feuille de match | Feuille de match            | Feuille de match | Feuille de match |
| ---------------- | --- | --------------------------- | --- | ---------------- |
|                  | - Sargent (Dionne, Murphy) — 40 min 42 s (SN) Williams (Murphy, Venasky) — 45 min 39 s Goring (Dionne, Williams) — 48 min 51 s (SN) - | 0-1 0-2 0-3 1-3 2-3 3-3 3-4 | Middleton (McNab, Cashman) — 3 min 42 s Jonathan (O'Reilly) — 7 min 35 s Middleton (Milbury, McNab) — 7 min 46 s - Sheppard — 52 min 58 s (SN) |                  |
| Vachon           | Gardiens | Cheevers                    | |                  |
|                  | |                             | |                  |
| 18               | Tirs | 38                          | |                  |

#### Islanders de New York contre Buffalo
| 11 avril | Islanders de New York | 4-2 (2-0, 2-2, 0-0) | Sabres de Buffalo | Nassau Veterans Memorial Coliseum 15 317 spectateurs |

| Feuille de match | Feuille de match | Feuille de match        | Feuille de match                                                 | Feuille de match |
| ---------------- | --- | ----------------------- | ---------------------------------------------------------------- | ---------------- |
|                  | Howatt (Harris, J. Potvin) — 12 min 28 s (IN) Harris (D. Potvin, Trottier) — 18 min 44 s - Gillies (Trottier, J. Potvin) — 32 min 4 s Drouin (Parisé, Westfall) — 38 min 33 s | 1-0 2-0 2-1 2-2 3-2 4-2 | - Perreault — 29 min 38 s Robert (Korab, Luce) — 31 min 39 s - - |                  |
| Smith            | Gardiens | Edwards                 |                                                                  |                  |
|                  | |                         |                                                                  |                  |
| 28               | Tirs | 39                      |                                                                  |                  |

| 13 avril | Islanders de New York | 4-2 (0-2, 2-0, 2-0) | Sabres de Buffalo | Nassau Veterans Memorial Coliseum 15 317 spectateurs |

| Feuille de match | Feuille de match | Feuille de match        | Feuille de match                                                                  | Feuille de match |
| ---------------- | --- | ----------------------- | --------------------------------------------------------------------------------- | ---------------- |
|                  | - Bourne (Lewis) — 33 min 50 s Trottier (Harris, D. Potvin) — 36 min 31 s Gillies (J. Potvin) — 48 min 30 s Lewis (Harris, Trottier) — 51 min 35 s | 0-1 0-2 1-2 2-2 3-2 4-2 | Luce (Guevremont) — 11 min 26 s Robert (Guevremont, Korab) — 15 min 40 s (SN) - - |                  |
| Smith            | Gardiens | Edwards                 |                                                                                   |                  |
|                  | |                         |                                                                                   |                  |
| 22               | Tirs | 26                      |                                                                                   |                  |

| 15 avril | Sabres de Buffalo | 3-4 (2-1, 0-2, 1-1) | Islanders de New York | The Aud 16 433 spectateurs |

| Feuille de match | Feuille de match | Feuille de match            | Feuille de match | Feuille de match |
| ---------------- | --- | --------------------------- | --- | ---------------- |
|                  | R. Martin (Korab, Perreault) — 2 min 18 s (SN) Korab (Perreault, Robert) — 6 min 29 s (SN) - Luce (Ramsay, Korab) — 50 min 10 s (SN) | 1-0 2-0 2-1 2-2 2-3 2-4 3-4 | - Harris (Trottier) — 17 min 39 s Drouin (J. Potvin) — 30 min 55 s Drouin (D. Potvin) — 33 min 40 s (SN) Gillies (Lewis) — 40 min 9 s - |                  |
| Edwards          | Gardiens | Smith                       | |                  |
|                  | |                             | |                  |
| 48               | Tirs | 23                          | |                  |

| 17 avril | Sabres de Buffalo | 3-4 (1-1, 1-2, 1-1) | Islanders de New York | The Aud 16 433 spectateurs |

| Feuille de match | Feuille de match                                                                                               | Feuille de match            | Feuille de match | Feuille de match |
| ---------------- | --- | --------------------------- | --- | ---------------- |
|                  | Guevremont — 2 min 49 s - Luce (Perreault, Guevremont) — 26 min 15 s (SN) - Robert (Perreault) — 44 min 57 s - | 1-0 1-1 2-1 2-2 2-3 3-3 3-4 | - Harris (Gillies, Trottier) — 10 min 29 s (SN) - Westfall (Henning) — 29 min 54 s D. Potvin (Westfall, Lewis) — 38 min 51 s - MacMillan (St. Laurent) — 47 min 42 s |                  |
| Edwards          | Gardiens | Smith                       | |                  |
|                  | |                             | |                  |
| 29               | Tirs | 21                          | |                  |

### Demi-finales

#### Montréal contre Islanders de New York
| 23 avril | Canadiens de Montréal | 4-3 (1-2, 1-1, 2-0) | Islanders de New York | Forum de Montréal 16 243 spectateurs |

| Feuille de match | Feuille de match | Feuille de match            | Feuille de match | Feuille de match |
| ---------------- | --- | --------------------------- | --- | ---------------- |
|                  | - Mahovlich (Houle, Wilson) — 12 min 14 s - Wilson (Savard) — 29 min 40 s Lafleur (Lapointe, Lemaire) — 42 min 25 s Shutt (Lemaire) — 44 min 7 s | 0-1 1-1 1-2 1-3 2-3 3-3 4-3 | Harris (Trottier, Gillies) — 8 min 39 s (SN) - Harris (Lewis, Trottier) — 12 min 56 s Harris (Gillies, Hart) — 20 min 49 s - - |                  |
| Dryden           | Gardiens | Smith                       | |                  |
|                  | |                             | |                  |
| 36               | Tirs | 19                          | |                  |

| 26 avril | Canadiens de Montréal | 3-0 (0-0, 0-0, 3-0) | Islanders de New York | Forum de Montréal 16 059 spectateurs |

| Feuille de match | Feuille de match | Feuille de match | Feuille de match | Feuille de match |
| ---------------- | --- | ---------------- | ---------------- | ---------------- |
|                  | Roberts — 47 min 46 s (IN) Robinson (Wilson, Jarvis) — 51 min 31 s Mahovlich (Lafleur, Shutt) — 59 min 24 s (SN + CV) | 1-0 2-0 3-0      | - -              |                  |
| Dryden           | Gardiens | Smith            |                  |                  |
|                  | |                  |                  |                  |
| 33               | Tirs | 19               |                  |                  |

| 28 avril | Islanders de New York | 5-3 (2-2, 1-0, 2-1) | Canadiens de Montréal | Nassau Veterans Memorial Coliseum 15 317 spectateurs |

| Feuille de match | Feuille de match | Feuille de match                | Feuille de match                                                                                                 | Feuille de match |
| ---------------- | --- | ------------------------------- | --- | ---------------- |
|                  | - D. Potvin (Drouin, Harris) — 12 min 49 s (SN) - D. Potvin (Drouin, Parisé) — 19 min 50 s Parisé (Drouin, D. Potvin) — 26 min 4 s St. Laurent (Nystrom) — 51 min 9 s - Trottier (Westfall) — 59 min 49 s (CV) | 0-1 1-1 1-2 2-2 3-2 4-2 4-3 5-3 | Lapointe (Robinson, Lemaire) — 11 min 10 s - Roberts — 17 min 29 s - Lapointe (Lemaire, Lafleur) — 55 min 20 s - |                  |
| Smith            | Gardiens | Dryden                          | |                  |
|                  | |                                 | |                  |
|                  | Tirs | 24                              | |                  |

| 30 avril | Islanders de New York | 0-4 (0-3, 0-1, 0-0) | Canadiens de Montréal | Nassau Veterans Memorial Coliseum 15 317 spectateurs |

| Feuille de match | Feuille de match | Feuille de match | Feuille de match | Feuille de match |
| ---------------- | ---------------- | ---------------- | --- | ---------------- |
|                  | - -              | 0-1 0-2 0-3 0-4  | Shutt (Lapointe) — 1 min 4 s Lafleur (Shutt, Lemaire) — 2 min 23 s Roberts (Jarvis, Gainey) — 8 min 18 s Shutt (Robinson) — 37 min 31 s |                  |
| Resch            | Gardiens         | Dryden           | |                  |
|                  |                  |                  | |                  |
| 18               | Tirs             | 33               | |                  |

| 3 mai | Canadiens de Montréal | 3-4 (pr) (1-1, 1-1, 1-0, 1-1) | Islanders de New York | Forum de Montréal 16 174 spectateurs |

| Feuille de match | Feuille de match | Feuille de match            | Feuille de match | Feuille de match |
| ---------------- | --- | --------------------------- | --- | ---------------- |
|                  | - Lemaire (Shutt, Chartraw) — 9 min 8 s Tremblay (Risebrough, Lambert) — 23 min 27 s - Lambert (Robinson, Lafleur) — 51 min 38 s - - | 0-1 1-1 2-1 2-2 3-2 3-3 3-4 | Parisé (Price, Harris) — 8 min 11 s (SN) - D. Potvin (Drouin, Westfall) — 38 min 11 s - Drouin (Parisé, Lewis) — 53 min 9 s Harris (Lewis) — 63 min 58 s |                  |
| Dryden           | Gardiens | Resch                       | |                  |
|                  | |                             | |                  |
| 29               | Tirs | 19                          | |                  |

| 5 mai | Islanders de New York | 1-2 (0-1, 0-0, 1-1) | Canadiens de Montréal | Nassau Veterans Memorial Coliseum 15 317 spectateurs |

| Feuille de match | Feuille de match                     | Feuille de match | Feuille de match                                                        | Feuille de match |
| ---------------- | ------------------------------------ | ---------------- | ----------------------------------------------------------------------- | ---------------- |
|                  | - D. Potvin (Trottier) — 59 min 51 s | 0-1 0-2 1-2      | Gainey (Lapointe, Jarvis) — 7 s Gainey (Wilson, Jarvis) — 49 min 12 s - |                  |
| Resch            | Gardiens                             | Dryden           |                                                                         |                  |
|                  |                                      |                  |                                                                         |                  |
| 28               | Tirs                                 | 20               |                                                                         |                  |

#### Philadelphie contre Boston
| 24 avril | Flyers de Philadelphie | 3-4 (pr) (0-1, 0-2, 3-0, 0-1) | Bruins de Boston | The Spectrum 17 077 spectateurs |

| Feuille de match  | Feuille de match | Feuille de match            | Feuille de match | Feuille de match |
| ----------------- | --- | --------------------------- | --- | ---------------- |
|                   | - Clarke (MacLeish) — 41 min 45 s (SN) Dailey (MacLeish, Lonsberry) — 56 min 35 s Clarke (MacLeish, Dailey) — 59 min 31 s - | 0-1 0-2 0-3 1-3 2-3 3-3 3-4 | Ratelle (O'Reilly, Park) — 11 min 36 s Schmautz (Ratelle, Marcotte) — 26 min 56 s (SN) Marcotte (Forbes) — 35 min 31 s (SN) - Middleton (Smith, Cashman) — 62 min 57 s |                  |
| Parent Stephenson | Gardiens | Cheevers                    | |                  |
|                   | |                             | |                  |
| 24                | Tirs | 38                          | |                  |

| 26 avril | Flyers de Philadelphie | 4-5 (2 pr) (1-1, 3-3, 0-0, 0-0, 0-1) | Bruins de Boston | The Spectrum 17 077 spectateurs |

| Feuille de match | Feuille de match | Feuille de match                    | Feuille de match | Feuille de match |
| ---------------- | --- | ----------------------------------- | --- | ---------------- |
|                  | - Dupont (Leach, Clarke) — 14 min 53 s Kindrachuk (Watson) — 25 min 35 s Holmgren (Kelly, Watson) — 27 min 58 s - Dornhoefer (MacLeish, Dupont) — 35 min 16 s - - | 0-1 1-1 2-1 3-1 3-2 3-3 4-3 4-4 4-5 | McNab (Wensink, Middleton) — 13 min 45 s - Sheppard (Cashman) — 34 min 1 s Milbury (McNab) — 35 min 1 s - Ratelle (Smith, Park) — 35 min 39 s O'Reilly (Marcotte, Doak) — 90 min 7 s |                  |
| Stephenson       | Gardiens | Cheevers                            | |                  |
|                  | |                                     | |                  |
| 47               | Tirs | 33                                  | |                  |

| 28 avril | Bruins de Boston | 2-1 (0-1, 1-0, 1-0) | Flyers de Philadelphie | Boston Garden 14 597 spectateurs |

| Feuille de match | Feuille de match                                                                | Feuille de match | Feuille de match                             | Feuille de match |
| ---------------- | ------------------------------------------------------------------------------- | ---------------- | -------------------------------------------- | ---------------- |
|                  | - McNab (Smith, Wensink) — 32 min 9 s Milbury (O'Reilly, Ratelle) — 47 min 51 s | 0-1 1-1 2-1      | Dailey (Clarke, Leach) — 8 min 59 s (SN) - - |                  |
| Cheevers         | Gardiens                                                                        | Stephenson       |                                              |                  |
|                  |                                                                                 |                  |                                              |                  |
| 28               | Tirs                                                                            | 15               |                                              |                  |

| 1 mai | Bruins de Boston | 3-0 (0-0, 1-0, 2-0) | Flyers de Philadelphie | Boston Garden 15 597 spectateurs |

| Feuille de match | Feuille de match | Feuille de match | Feuille de match | Feuille de match |
| ---------------- | --- | ---------------- | ---------------- | ---------------- |
|                  | Ratelle (Cashman, Middleton) — 30 min 45 s Marcotte (Schmautz, Ratelle) — 54 min 5 s Marcotte (Cashman, Sheppard) — 59 min 13 s (CV) | 1-0 2-0 3-0      | - -              |                  |
| Cheevers         | Gardiens | Stephenson       |                  |                  |
|                  | |                  |                  |                  |
| 38               | Tirs | 21               |                  |                  |

### Finale de la Coupe Stanley
| 7 mai | Canadiens de Montréal | 7-3 (3-1, 1-2, 3-0) | Bruins de Boston | Forum de Montréal 17 311 spectateurs |

| Feuille de match | Feuille de match | Feuille de match                        | Feuille de match                                                                                     | Feuille de match |
| ---------------- | --- | --------------------------------------- | --- | ---------------- |
|                  | Risebrough (Lambert, Lapointe) — 1 min 45 s Lambert (Robinson, Jarvis) — 4 min 23 s (SN) - Tremblay (Savard, Lapointe) — 14 min 35 s Lemaire (Lafleur) — 25 min 8 s - Chartraw (Mahovlich, Wilson) — 40 min 59 s Tremblay (Lambert, Mahovlich) — 42 min 5 s Lambert (Risebrough, Savard) — 53 min 58 s | 1-0 2-0 2-1 3-1 4-1 4-2 4-3 5-3 6-3 7-3 | - Park (Ratelle) — 5 min 23 s - O'Reilly (Park) — 31 min 54 s Schmautz (Park) — 36 min 35 s (SN) - - |                  |
| Dryden           | Gardiens | Cheevers                                | |                  |
|                  | |                                         | |                  |
| 24               | Tirs | 20                                      | |                  |

| 10 mai | Canadiens de Montréal | 3-0 (0-0, 2-0, 1-0) | Bruins de Boston | Forum de Montréal 17 360 spectateurs |

| Feuille de match | Feuille de match | Feuille de match | Feuille de match | Feuille de match |
| ---------------- | --- | ---------------- | ---------------- | ---------------- |
|                  | Mahovlich (Shutt, Robinson) — 27 min 43 s (SN) Risebrough (Lafleur, Shutt) — 32 min 7 s Shutt (Bouchard, Lafleur) — 45 min 40 s | 1-0 2-0 3-0      | - -              |                  |
| Dryden           | Gardiens | Cheevers         |                  |                  |
|                  | |                  |                  |                  |
| 19               | Tirs | 22               |                  |                  |

| 12 mai | Bruins de Boston | 2-4 (0-3, 1-0, 1-1) | Canadiens de Montréal | Boston Garden 14 597 spectateurs |

| Feuille de match | Feuille de match                                                                           | Feuille de match        | Feuille de match | Feuille de match |
| ---------------- | ------------------------------------------------------------------------------------------ | ----------------------- | --- | ---------------- |
|                  | - Sheppard (Middleton, Cashman) — 26 min 32 s - McNab (Middleton, Park) — 58 min 34 s (SN) | 0-1 0-2 0-3 1-3 1-4 2-4 | Lafleur (Lapointe, Mahovlich) — 4 min 8 s (SN) Shutt (Lemaire, Lafleur) — 7 min 58 s (SN) Lemaire (Lapointe, Lafleur) — 18 min 29 s (SN) - Lafleur (Shutt, Lemaire) — 52 min 52 s - |                  |
| Cheevers         | Gardiens                                                                                   | Dryden                  | |                  |
|                  |                                                                                            |                         | |                  |
| 25               | Tirs                                                                                       | 19                      | |                  |

| 14 mai | Bruins de Boston | 1-2 (pr) (1-0, 0-1, 0-0, 0-1) | Canadiens de Montréal | Boston Garden 14 597 spectateurs |

| Feuille de match | Feuille de match                  | Feuille de match | Feuille de match                                                            | Feuille de match |
| ---------------- | --------------------------------- | ---------------- | --------------------------------------------------------------------------- | ---------------- |
|                  | Schmautz (Park) — 11 min 38 s - - | 1-0 1-1 1-2      | - Lemaire (Lafleur, Robinson) — 21 min 34 s Lemaire (Lafleur) — 64 min 32 s |                  |
| Cheevers         | Gardiens                          | Dryden           |                                                                             |                  |
|                  |                                   |                  |                                                                             |                  |
| 26               | Tirs                              | 28               |                                                                             |                  |